# Halle Open 1998 - Qualificazioni doppio
Le qualificazioni del doppio dell'Halle Open 1998 sono state un torneo di tennis preliminare per accedere alla fase finale della manifestazione. I vincitori dell'ultimo turno sono entrati di diritto nel tabellone principale. In caso di ritiro di uno o più giocatori aventi diritto a questi sono subentrati i lucky loser, ossia i giocatori che hanno perso nell'ultimo turno ma che avevano una classifica più alta rispetto agli altri partecipanti che avevano comunque perso nel turno finale.
Le qualificazioni del doppio del torneo Halle Open 1998 prevedevano 4 coppie partecipanti di cui una è entrata nel tabellone principale.

## Teste di serie
1. Fredrik Bergh /  Sander Groen (Qualificati)

1. Nebojša Đorđević /  Byron Talbot (ultimo turno)

## Qualificati
1. Fredrik Bergh  /   Sander Groen

## Tabellone

### Legenda
| - Q = Qualificato - WC = Wild card - LL = Lucky loser | - ALT = Alternate - SE = Special Exempt - PR = Protected Ranking | - w/o = Walkover - r = Ritirato - d = Squalificato |

|  | Primo turno | Primo turno                    | Primo turno                    | Primo turno | Primo turno |  |  | Ultimo turno | Ultimo turno                  | Ultimo turno                  | Ultimo turno | Ultimo turno |  |
|  |             |                                |                                |             |             |  |  |              |                               |                               |              |              |  |
|  | 1           | Fredrik Bergh Sander Groen     | Fredrik Bergh Sander Groen     | 7           | 7           |  |  |              |                               |                               |              |              |  |
|  |             | Nicolas Escudé Guillaume Raoux | Nicolas Escudé Guillaume Raoux | 6           | 6           |  |  | 1            | Fredrik Bergh Sander Groen    | Fredrik Bergh Sander Groen    | 6            | 6            |  |
|  | 2           | Nebojša Đorđević Byron Talbot  | Nebojša Đorđević Byron Talbot  | 6           | 6           |  |  | 2            | Nebojša Đorđević Byron Talbot | Nebojša Đorđević Byron Talbot | 4            | 4            |  |
|  |             | Thomas Johansson Magnus Norman | Thomas Johansson Magnus Norman | 3           | 4           |  |  |              |                               |                               |              |              |  |